# Parichthyodes samoana
Parichthyodes samoana là một loài bọ cánh cứng trong họ Cerambycidae.